# Megachile albiceps
Megachile albiceps är en biart som beskrevs av Heinrich Friese 1903. Megachile albiceps ingår i släktet tapetserarbin, och familjen buksamlarbin. Inga underarter finns listade i Catalogue of Life.